# Il·luminació bisexual

La Bandera de l'orgull bisexual que mostra els colors rosa, porpra i blau.

La il·luminació bisexual és l'ús simultani de color rosa, porpra i blau d'il·luminació per a presentar personatges bisexuals. S'ha utilitzat tant en discoteques com en il·luminació d'estudi per a cinema i televisió.

## Simbolisme
George Pierpoint, de la BBC News, escrigué que la il·luminació bisexual s'ha utilitzat com a "dispositiu visual potenciador" que contraresta la subrepresentació percebuda de la bisexualitat en els mitjans visuals. Els colors poden ser una referència directa a la bandera de l'orgull bisexual. La tendència va guanyar força a la comunitat LGBT el 2017, especialment a les xarxes socials Twitter, Reddit i Pinterest. Sasha Geffen va escriure a Vulture.com que s'havia convertit en "sòlid en el seu significat", mentre que Nicky Idika de PopBuzz va escriure que "s'ha convertit en una part consolidada de la narració bisexual als mitjans". I si bé The Daily Dot qüestionava si "el significat estètic o cultural [va venir] primer", també va concloure que la idea "s'ha quedat enganxada". Pantone va seleccionar "Ultra Violet" com a color del 2018 en un moviment que segons la BBC reflectia l'ús creixent de l'esquema de colors.

## Ús en mitjans populars
Segons Pierpoint, l'estètica visual es podria haver utilitzat ja el 2014 a la sèrie de televisió Sherlock, fent referència als interessos ocults especulats del doctor Watson. La il·luminació s'ha utilitzat en nombrosos mitjans televisius i cinematogràfics, normalment en escenes amb personatges bisexuals. Les pel·lícules de Hollywood The Neon Demon, Atomic Blonde i Black Panther presenten l’ús de la il·luminació blava, rosa i violeta. De la mateixa manera, el guardonat episodi Black Mirror "San Junipero" va fer ús de l'estètica visual. Més tard, també es va afirmar que la sèrie de televisió Riverdale el feia servir també.
La il·luminació bisexual també apareix als vídeos musicals de l'"himne bisexual" de Janelle Monáe "Make Me Feel" i de "Cool for the Summer" de Demi Lovato. Mostrant un ús continuat, el terme es va utilitzar per descriure algunes de les imatges del "Panini" de Lil Nas X el setembre de 2019, i Cosmopolitan va proposar la presència de la il·luminació com a prova per afavorir les teories d'una lectura bisexual de Lover de Taylor Swift que en un primer moment es basava en lletres ambigües.

## Crítica
Amelia Perrin ha criticat la tendència a utilitzar aquesta il·luminació quan apareixen personatges bisexuals a la televisió i els vídeos musicals, argumentant a Cosmopolitan que aquesta imatge visual "perpetua els estereotips bisexuals". Perrin argumenta que aquest tipus d’il·luminació sol ser produïda per llums de neó, que suggereixen a l'espectador “clubs i pistes de ball”, i això implica que "les relacions bisexuals són merament experiments, i alguna cosa que només passa quan estàs borratxa una nit".
Lara Thompson, professora de cinema a la Universitat de Middlesex, ha defensat que la il·luminació bisexual no és ben coneguda, afirmant: "S'haurien de veure més exemples abans de veure la il·luminació bisexual com un fenomen totalment convincent".